# Útvar rychlého nasazení
Útvar rychlého nasazení Policie ČR, kurz URNA, ist die Spezialeinheit der tschechischen Polizei für Terrorismusbekämpfung. Die Einheit wurde im Jahre 1981 im Rahmen des damaligen Korps der nationalen Sicherheit (Sbor národní bezpečnosti) aufgestellt. Über ihre Entsendung entscheidet der Polizeipräsident mit Zustimmung des Innenministers.

## Auftrag
Die Einheit ist spezialisiert auf Terrorismusbekämpfung und Geiselbefreiung.

## Organisation
Die URNA gliederte sich in drei Sektionen:
- schnelle Eingreifgruppe: drei Einsatzgruppen (insgesamt 60 Mann)
- spezielle Dienste: Präzisionsschützen, Dokumentaristen, Vermittler, Fahrer (insgesamt 25 Mann)
- administrativ-logistische Sektion (insgesamt 15 Mann)

## Ausrüstung
Die URNA verfügt über speziell umgebaute Mercedes-Benz-G-Klasse-Geländewagen. Neben der Maschinenpistole HK MP5 kommen Sturmgewehre des Typs vz. 58 und Pistolen des Modells ČZ 75 zum Einsatz. Die Einheit verfügt auch über Glock-17- und SIG-Sauer-Pistolen und benutzt SIG-Sauer-SSG-3000-Scharfschützengewehre.

## Europäische Zusammenarbeit
URNA kooperiert im Rahmen des ATLAS-Verbundes mit Polizei-Spezialeinheiten anderer europäischer Länder.